# Manor (comtat de Westmoreland)
Manor és un borough al comtat de Westmoreland a l'estat de Pennsilvània; amb 2.796 habitants en el cens del 2000.

## Demografia
Segons el cens del 2000, Manor tenia 2.796 habitants, 1.001 habitatges, i 784 famílies. La densitat de població era de 537,1 habitants/km².
Dels 1.001 habitatges en un 42,1% hi vivien nens de menys de 18 anys, en un 67,5% hi vivien parelles casades, en un 8,1% dones solteres, i en un 21,6% no eren unitats familiars. En el 20,1% dels habitatges hi vivien persones soles el 8,9% de les quals corresponia a persones de 65 anys o més que vivien soles. El nombre mitjà de persones vivint en cada habitatge era de 2,73 i el nombre mitjà de persones que vivien en cada família era de 3,15.
Per edats la població es repartia de la següent manera: un 28,7% tenia menys de 18 anys, un 5,9% entre 18 i 24, un 32,2% entre 25 i 44, un 20,1% de 45 a 60 i un 13,2% 65 anys o més.
L'edat mediana era de 37 anys. Per cada 100 dones de 18 o més anys hi havia 90,1 homes.
La renda mediana per habitatge era de 41.266 $ i la renda mediana per família de 47.440 $. Els homes tenien una renda mediana de 38.281 $ mentre que les dones 26.250 $. La renda per capita de la població era de 18.118 $. Entorn del 4,5% de les famílies i el 5,4% de la població estaven per davall del llindar de pobresa.

## Poblacions properes
El següent diagrama mostra les poblacions més properes.